# Federico Barbier
Federico Barbier (Aosta, 25 novembre 1785 – ...) è stato un politico italiano.

## Biografia
Fu deputato del Regno di Sardegna in cinque differenti legislature, fino al 4 gennaio 1856, giorno delle sue dimissioni dal Parlamento Subalpino.